# Блу Риџ Самит (Пенсилванија)
Блу Риџ Самит (енгл. Blue Ridge Summit) насељено је место без административног статуса у америчкој савезној држави Пенсилванија.

## Демографија
По попису из 2010. године број становника је 891.
| Група             | 2000.    | 2010.       |
| Белци             | 0 (0,0%) | 828 (92,9%) |
| Афроамериканци    | 0 (0,0%) | 16 (1,8%)   |
| Азијати           | 0 (0,0%) | 20 (2,2%)   |
| Хиспаноамериканци | 0 (0,0%) | 16 (1,8%)   |
| Укупно            | 0        | 891         |